# Księga ziemska
Księga ziemska – prowadzona przez sądy szlacheckie. Księga zawiera akty z zakresu prawa cywilnego tj. obrót ziemią, procesy o dobra ziemskie, testamenty, jak i prawa karnego m.in. napady, kradzieże. Najstarsze księgi zachowane do dzisiejszych czasów pochodzą z 1374 r. Pierwotnie księgi te prowadzono chronologicznie. W jednej księdze zapisywano wszystkie czynności prawne sądu ziemskiego. Od XV wieku prowadzono osobne księgi dla powiatów sądowych. Dla ułatwienia szlachcie sporządzania tego rodzaju wpisów powstały specjalne roczki sądowe, zwane leżeniem ksiąg (positio actorum), odbywane przez samego pisarza ziemskiego w asyście komorników.
W XV w. z ksiąg ziemskich wyodrębniono księgi sądów wiecowych i nadwornych.